# Friedrich von Krosigk (Politiker)
Friedrich (Fritz) von Krosigk (* 28. September 1784 in Poplitz; † 7. März 1871 in Merseburg) war ein deutscher Politiker.

## Leben
Friedrich von Krosigk stammte aus dem obersächsischen Uradelsgeschlecht Krosigk, dessen einstiger Stammsitz Krosigk bei Halle (Saale) war. Er war eines der Kinder des Majoratsherrn auf Poplitz, Ferdinand Anton von Krosigk, und dessen Frau Dorothea Luise, geborene von Cramm. Zu seinen Brüdern zählten Dedo, Heinrich, Ludwig, Ernst und Anton Emil von Krosigk. Friedrich wurde Erbherr auf Großböhla, königlich-preußischer wirklicher Geheimer Rat und Regierungspräsident des Regierungsbezirks Merseburg der preußischen Provinz Sachsen. Ferner war er Propst des Domstifts Merseburg. Als Vertreter des Domstiftes war er Abgeordneter im Provinziallandtag der Provinz Sachsen und dort stellvertretender Landtags-Marschall. Zudem war er Mitglied der Merseburger Freimaurerloge Zum goldenen Kreuz. 1858 wurde ihm von der Universität Leipzig der Ehrendoktortitel verliehen.

## Familie
Krosigk heiratete am 1. Januar 1809 in Lampertswalde Henriette von Thielau (1790–1816). Aus der Ehe gingen zwei Kinder hervor: 
- Marie (1810–1893) ⚭ 1839 Graf Karl Louis von Beust (* 12. Februar 1811; † 14. April 1888)
- Friedrich (1815–1891), Major

Im zweiter Ehe am 27. Mai 1818 heiratet er in Kropstädt Karoline von Leipziger (1796–1840). Aus der Ehe gingen sechs Kinder hervor: 
- Kurt (1819–1898), preußischer Geheimer Rat und Landrat
- Anna (1820–1897) ⚭ 1841 Ludwig von Kamptz
- Ernst (1821–1890), preußischer Generalleutnant
- Karl (1822–1882), Oberregierungsrat
- Thekla (1824–1872) ⚭ 1851 Julius von Zech-Burkersroda (* 19. Juli 1805; † 17. Juni 1872), Kammerherrn
- Hans (1828–1870), Major, starb an einer bei Saint-Privat-la-Montagne erlittenen Verwundung